# Nívea Soares

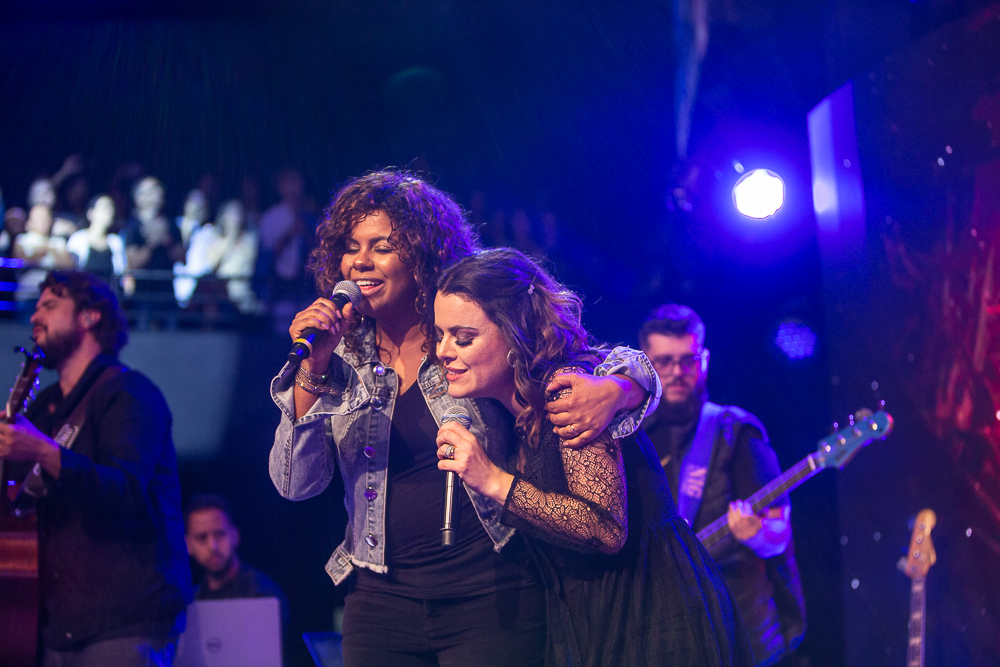

Nívea da Costa Pinto Soares (Belo Horizonte, 25 de julho de 1976) é uma cantora, compositora de música cristã contemporânea, também pastora, apresentadora e escritora brasileira. A cantora possui carreira solo desde 2003, também já foi integrante do grupo Diante do Trono.

## Biografia
Nívea Soares é a caçula de sua família e possui três irmãos, e seu lar era cristão, o que a fez sempre estar envolvida com a música cristã. A partir daquele momento começou a se descobrir como compositora. A cantora é membro da Igreja Batista da Lagoinha, foi integrante da banda gospel Diante do Trono por mais de sete anos, e o deixou em 2007, para seguir a carreira solo. É casada com Gustavo Soares, seu produtor musical e tem duas filhas: Alice e Isabela.

## Carreira solo
O primeiro CD solo, chamado Reina Sobre Mim, que foi gravado em estúdio e lançado em 2003.[carece de fontes?] Já o segundo trabalho solo Enche-Me de Ti, foi gravado ao vivo em 27 de novembro de 2004 e trouxe participações no vocal de integrantes do Diante do Trono.[carece de fontes?] Em 2006 Nívea gravou em estúdio o seu primeiro CD em inglês chamado Fan the Fire.[carece de fontes?] O quarto CD de Nívea Soares, Rio, foi gravado ao vivo no mês de abril de 2007 no Congresso Louvor e Adoração Diante do Trono.[carece de fontes?] O quinto álbum da cantora foi gravado no dia 18 de fevereiro de 2009, intitulado Acústico, é uma releitura de canções da cantora com participações especiais de Adhemar de Campos, Ana Paula Valadão, David Quinlan e Fernanda Brum. O público presente no evento foi de três mil pessoas.[carece de fontes?]
O álbum Emanuel, lançado em 2010, foi gravado inteiramente em estúdio. Em 2012 lançou o CD e DVD Glória e Honra. É considerado o seu trabalho de maior sucesso, com várias canções nacionalmente conhecidas. A canção "Em Tua Presença", tornou-se o destaque do álbum e possui milhões de visualizações no YouTube.
No dia 20 de novembro de 2015, a cantora gravou o seu mais novo projeto, intitulado Reino de Justiça. Uma estratégia utilizada no processo de pós produção do CD, foi quando Gustavo Soares, marido de Nívea Soares, convidava os internautas a participarem do processo de mixagem através da ferramenta Periscope. Com isso, os internautas poderiam ver como o projeto estava ficando.
Em 2019, durante a conferência Lugar Secreto, Nívea gravou seu EP "Jesus", que originalmente seria intitulado "Pai de Amor", mas foi alterado posteriormente. Suas músicas foram lançadas single a single, e em setembro de 2019, o álbum na integra.
Em 2020, Nívea dá início á uma série de lançamentos durante a pandemia, entre eles o hit "A Bênção", em parceria com Gabriel Guedes, a música conta hoje com mais de 10 milhões de visualizações. Após o lançamento de "A Bênção", Nívea retorna com seu programa em seu canal do Youtube: " Programa Lugar Secreto", seguindo a estratégia de lançamento de 1 episódio e 1 single. Começando pelo single "Rei do Meu Coração", e após a versão da música "Caminho no Deserto" que foi um sucesso no streaming. A faixa conta com mais de 15 milhões em 1 ano de lançada. Junto das versões, Nívea também lançou dois singles muito especiais, um com a participação de sua mãe, e o outro com suas filhas.
Em 2021, Gustavo Soares resgata a master dos arquivos em vídeo e áudio do projeto "Glória e Honra" de 2012, e lança a versão estendida da canção "Em Tua Presença", com uma ministração exclusiva que não entrou no CD nem no DVD, com vídeo e áudio totalmente remasterizado.
Seu lançamento mais recente foi o single "Jireh", versão brasileira da canção de Maverick City, e também o medley "Este é o Som da tua Noiva / Eu só quero te Amar ." Disponível em todas as plataformas digitais.

## Discografia
Álbuns
- Reina sobre Mim (2003)
- Enche-me de Ti (2005)
- Fan the Fire (2006)
- Rio (2007)
- Acústico (2009)
- Emanuel (2010)
- Glória e Honra (2012)
- Canção da Eternidade (com Antônio Cirilo e David Quinlan) (2014)
- Reino de Justiça (2016)
- Jesus (2019)
- Vem (2022)
- Sucessos Gospel (Amazon Music Original) (2023)
- Abre os Selos (2024)

Compilações
- Diante do Trono (2009)
- 10 Anos (2013)

Singles
- Deus Vivo (2016)
- Ousado Amor (2018)
- Jesus (2019)
- Rocha Eterna (2019)
- Reina o Senhor (2019)
- Grande é o Senhor (2019)
- Pai de Amor (2019)
- Eu Me Prostro (2019)
- Venceu (2019)
- Há Um Rio (2019)
- Grande Dia [feat. Grace Christ] (2020)
- A Bênção [feat. Gabriel Guedes] (2020)
- Rei do meu coração (2020)
- Caminho no Deserto (2020)
- Não mais Escravos (2020)
- Sabes quem sou (2020)
- Emanuel [feat. Alice e Isabela] (2021)
- Primeiro Amor (2021)
- Em Tua Presença [Extended Version] (2021)
- Jireh (2021)
- Este é o Som da tua Noiva / Eu só quero te Amar (2021)